# لعبة كارتينغ

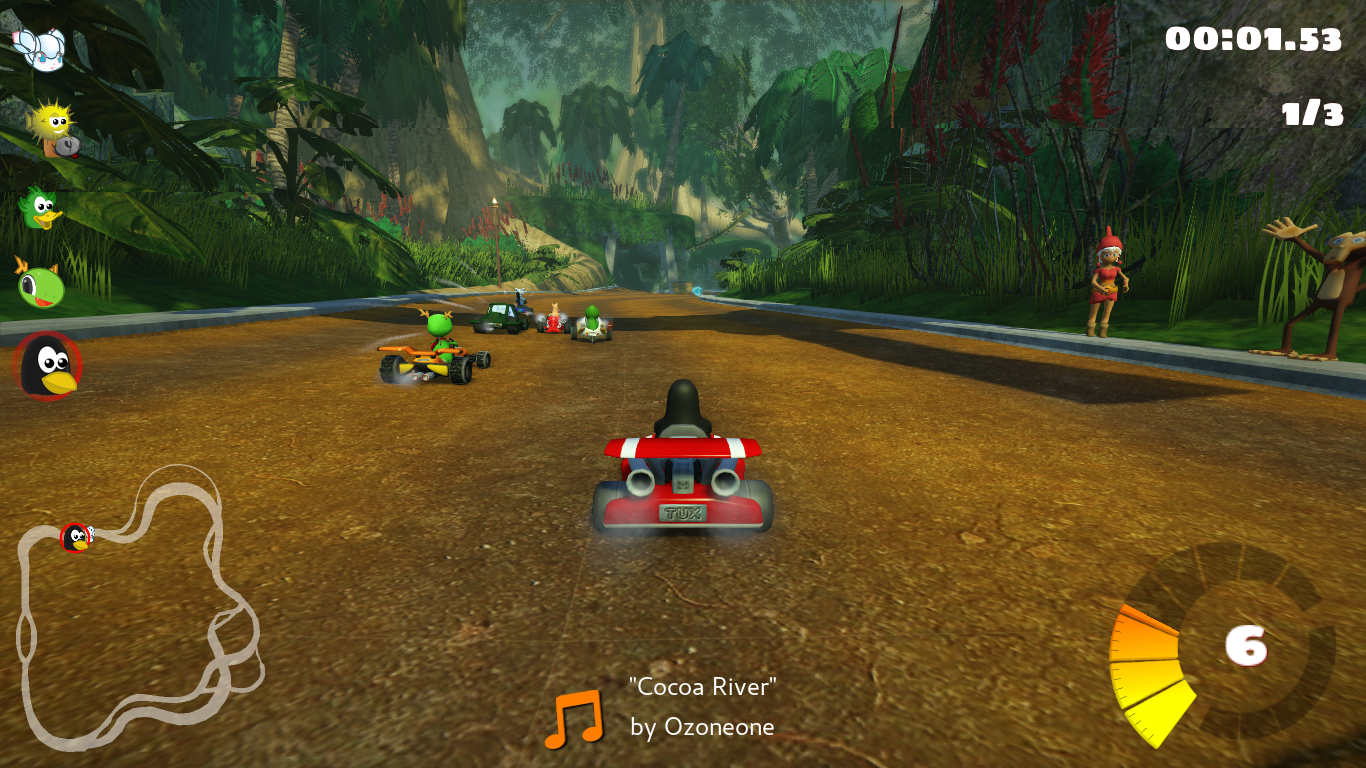
سوبر تكس كارت هي لعبة كارتينغ تتميز بتمائم لبرامج مفتوحة المصدر.

لعبة كارتينغ (بالإنجليزية: Kart racing game)‏، تعرف أيضا بـ لعبة سباقات العربات أو لعبة سباقات السيارات، هو نوع فرعي من ألعاب فيديو السباقات. قامت ألعاب الكارتينغ بتبسيط ميكانيكا القيادة مع تضمين تصميمات مضمار السباق والعقبات ومعارك المركبات غير العادية. على الرغم من أن هذا النوع له جذوره في الثمانينيات، إلا أن لعبة سوبر ماريو كارت (1992) أشاع هذا النوع من الألعاب، حيث لا تزال سلسلة ماريو كارت تعتبر السلسة الأولى لألعاب الكارتينغ.

## الميكانيكا والصفات
من المعروف أن ألعاب الكارتينغ تبسط ميكانيكا القيادة مع إضافة العوائق وتصميمات مضمار السباق غير العادية وعناصر الحركة المختلفة. من المعروف أيضًا أن متسابقي الكارت يلقيون شخصيات خيالية، لا سيما من امتيازات وسائل الإعلام كسائقي مركبات ذات تصميمات غير عادية، والتي تعكس غالبًا السمة المميزة أو شخصية الشخصية التي تقودها. ألعاب سباقات الكارت هي أكثر تجربة أشبه بألعاب الآركيد مقارنة بألعاب السباقات الأخرى وعادةً ما تقدم طريقة لعب فائقة حيث يمكن شخصيات اللاعب إطلاق مقذوفات ضد بعضها البعض، وجمع القوى الخارقة للحصول على ميزة، أو تنفيذ تقنيات خاصة لزيادة السرعة. عادة، في مثل هذه الألعاب، تتحرك المركبات مثل سيارات الكارتينغ الصغيرة وسكوتر، وتفتقر إلى أي شيء على غرار مقبض ناقل الحركة ودواسة القابض.
تختلف ألعاب سباقات الكارت عن محاكيات الكارت ولا يجب الخلط بينها، وهي نوع فرعي من ألعاب محاكاة السباقات التي تحاكي سباقات الكارت الفعلية بدون عناصر اللعب الفائقة.

## التاريخ
تميزت لعبة باور دريفت بسباقات الكارت في عام 1988، ولكن تم الاستشهاد بسوبر ماريو كارت (1992) لبدء نوع سباقات الكارت، كونها أول لعبة سباقات الكارت تنفذ العناصر القتالية داخل السباقات. كانت اللعبة أيضًا أبطأ من ألعاب السباق الأخرى في ذلك الوقت بسبب قيود الأجهزة، مما دفع مطوريها إلى استخدام سمة غو-كارت. منذ ذلك الحين، تم إطلاق أكثر من 50 لعبة من ألعاب سباقات الكارت، تضم شخصيات تتراوح من نيكتونز إلى ساوث بارك.
غالبًا ما تُعتبر سلسلة ماريو كارت رائدة في سلسلة سباقات الكارت، وتتصدر الألعاب الشعبية الأخرى مثل ديدي كونغ رايسينغ. على الرغم من أن هذا النوع كان الأكثر شعبية بين المطورين خلال التسعينيات، ماريو كارت 8 ديلوكس (2017) وماريو كارت دي أس (2005) وماريو كارت وي (2008) أصبحوا ثلاثة من أفضل سباقات الكارت مبيعًا الألعاب.